# Kevin Light
Kevin Light (* 16. Mai 1979 in Vancouver) ist ein kanadischer Ruderer, der 2008 olympisches Gold im Achter gewann.
Kevin Light wuchs in Victoria, British Columbia auf und begann 1997 mit dem Rudersport. 2001 siegte er mit dem Vierer ohne Steuermann beim Weltcup-Auftakt in New Jersey, bei den Ruder-Weltmeisterschaften 2001 belegte er mit dem kanadischen Achter den sechsten Platz. 2002 siegte der Achter in der Besetzung Matt Swick, Kevin Light, Ben Rutledge, Kyle Hamilton, Joseph Stankevicius, Andrew Hoskins, Adam Kreek, Jeff Powell und Steuermann Brian Price bei den Weltmeisterschaften in Sevilla. Mit David Calder für Matt Swick verteidigten die Kanadier ihren Titel bei den Ruder-Weltmeisterschaften 2003. Nach Siegen in München und Luzern im Weltcup 2004 erreichten die Kanadier bei der Olympischen Regatta in Athen nur den fünften Platz.
Nach einem siebten Platz mit dem Achter bei den Ruder-Weltmeisterschaften 2005 wechselte er 2006 zu Malcolm Howard in den Zweier ohne Steuermann, der mit ihm zusammen die Bronzemedaille bei den Weltmeisterschaften in Eton gewann. 2007 wechselten beide wieder in den Achter, der die Weltcupregatten in Linz und Luzern gewann und auch bei den Ruder-Weltmeisterschaften 2007 in München den Titel erkämpfte. 2008 siegte der Achter erneut in Luzern. Bei den Olympischen Spielen 2008 in Peking gewann der kanadische Achter Gold in der Besetzung Andrew Byrnes, Kyle Hamilton, Malcolm Howard, Adam Kreek, Kevin Light, Ben Rutledge, Dominic Seiterle, Jake Wetzel und Steuermann Brian Price.
Nach einem zwölften Platz im Vierer ohne Steuermann bei den Ruder-Weltmeisterschaften 2010 startete Light bei den  Ruder-Weltmeisterschaften 2011 im nichtolympischen Zweier mit Steuermann und gewann zusammen mit Steven Vanknotsenburg und Brian Price die Bronzemedaille.